# Hermann Rosa
Hermann Rosa (* 2. April 1911 in Pirna; † 5. Oktober 1981 in München) war ein deutscher Bildhauer, der auch durch seine außergewöhnlichen Atelierhäuser Aufmerksamkeit und Anerkennung erfahren hat.

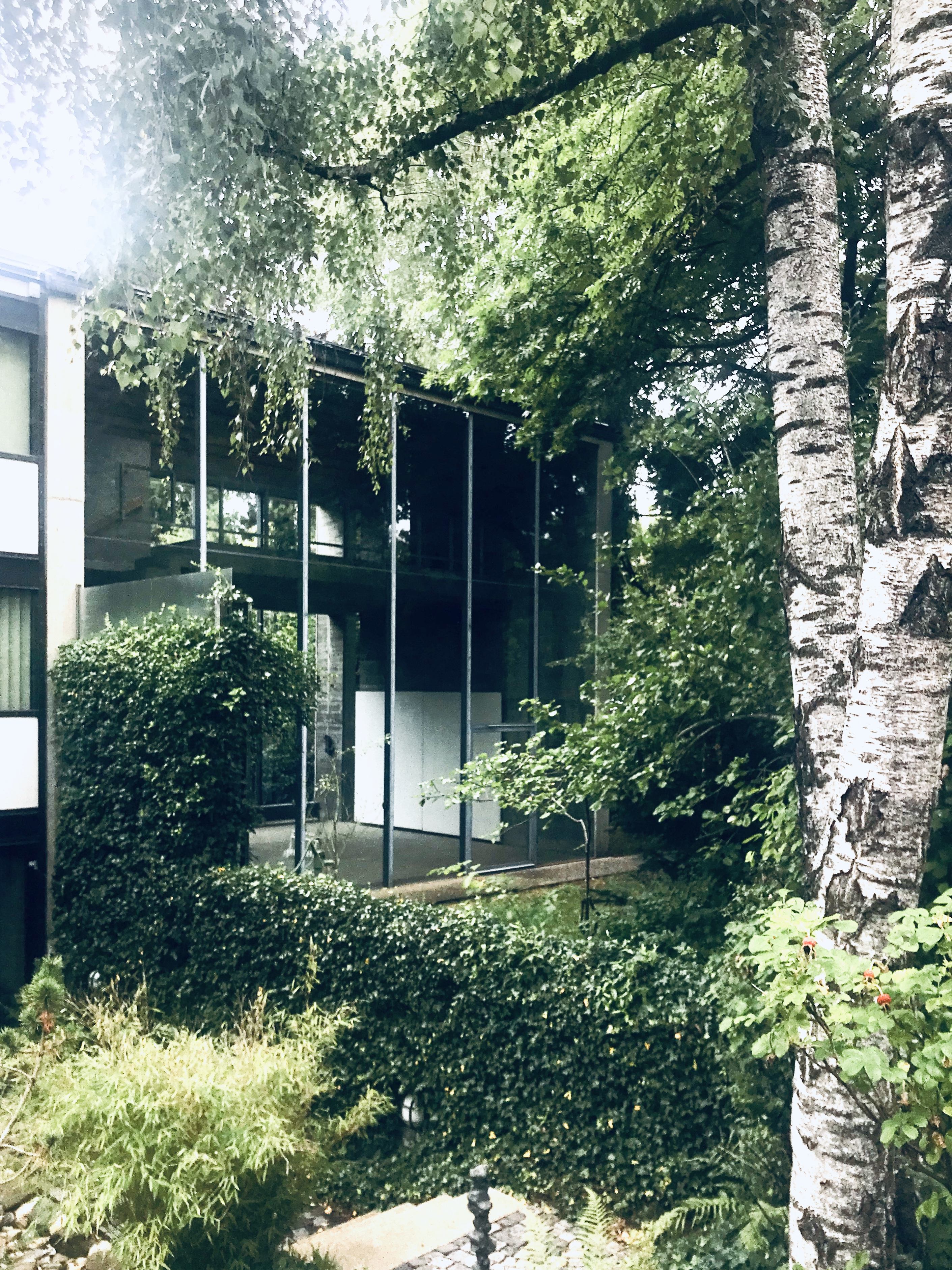
Atelier Rosa

## Leben
Rosa wurde am 2. April 1911 in Pirna als Sohn eines Steinmetzen geboren und wuchs mit sechs Geschwistern auf Schloss Oberpolitz in Böhmisch Leipa auf. Nach dem Besuch der Steinfachschule in Saubsdorf war er in den Jahren 1934 bis 1938 Schüler von Drahoňovský an der Kunstgewerbeschule in Prag. In den Jahren 1939 bis 1946 war Rosa Schüler von Karl Albiker an der Kunstakademie in Dresden. Nach kurzem Einsatz an der Ostfront im Jahr 1942 konnte er sein Studium fortsetzen und überlebte mit seiner Familie den Luftangriff auf Dresden. 1946 flüchtete er mit der Familie und dem einjährigen Sohn Veit aus der sowjetischen Besatzungszone nach München. Dort studierte er 1947 bis 1953 an der Kunstakademie bei den Professoren Wackerle und Hiller. Mit einem Stipendium des französischen Staats war er 1952 zu einem Studienaufenthalt in Paris. Er begann 1954 mit Bauten von zwei Atelierhäusern in München - Freimann, die er 1959 verkaufte. Ein Jahr später nahm er den Bau des Atelierhauses in der Osterwaldstraße in Angriff.
Er starb am 5. Oktober 1981 in München. Rosas Nachlass wurde dem Architekturmuseum München übergeben.
Sein Sohn Veit Rosa leitet das Atelier Rosa. Das Atelier kann als Ort für Ausstellungen, Präsentation, Fotografien und Vernissagen gemietet werden.

## Plastiken
- 1937: Pferdegruppe (Komposition), Weltausstellung Paris, Ankauf Porzellanmanufaktur Sèvres
- 1947: Wasserträgerin (Bronze)
- 1948–1949:  Eva, Porträt (Bronze)
- 1949: Eva, Akt (Bronze)
- 1950: Flucht, Relief (Bronze)
- 1951: Sinnende (Bronze)
- 1952: Liebespaar (Bronze)
- 1952: Stürzender Engel (Bronze)
- 1952: Auferstehung, Relief (Bronze)
- 1953: Sitzende (Bronze)
- 1953: Stehende mit Ast (Bronze)
- 1953–1954: Adalbert Stifter, Porträt nach Totenmaske (Bronze)
- 1954: Eva, abstrakt (Bronze)
- 1954: Schmerzensmann, Entwurf für katholische Kirche Karlsfeld (Bronze)
- 1954: Adalbert Stifter, Büste, Denkmal Fürth (Bronze)
- 1955: Käfer, nach Franz Kafka (Bronze)
- 1955–1956: Flüchtlinge, Relief zweiteilig (Bronze)
- 1970–1981: Ludwig Spegel, Porträt (Bronze)
- 1972–1981: Selbstportrait (Bronze)
- 1977–1981: Blitz, Brunnen im Pfarrhof Augsburg-Hochzoll (Bronze), Aufstellung 7. März 1982

## Bauten

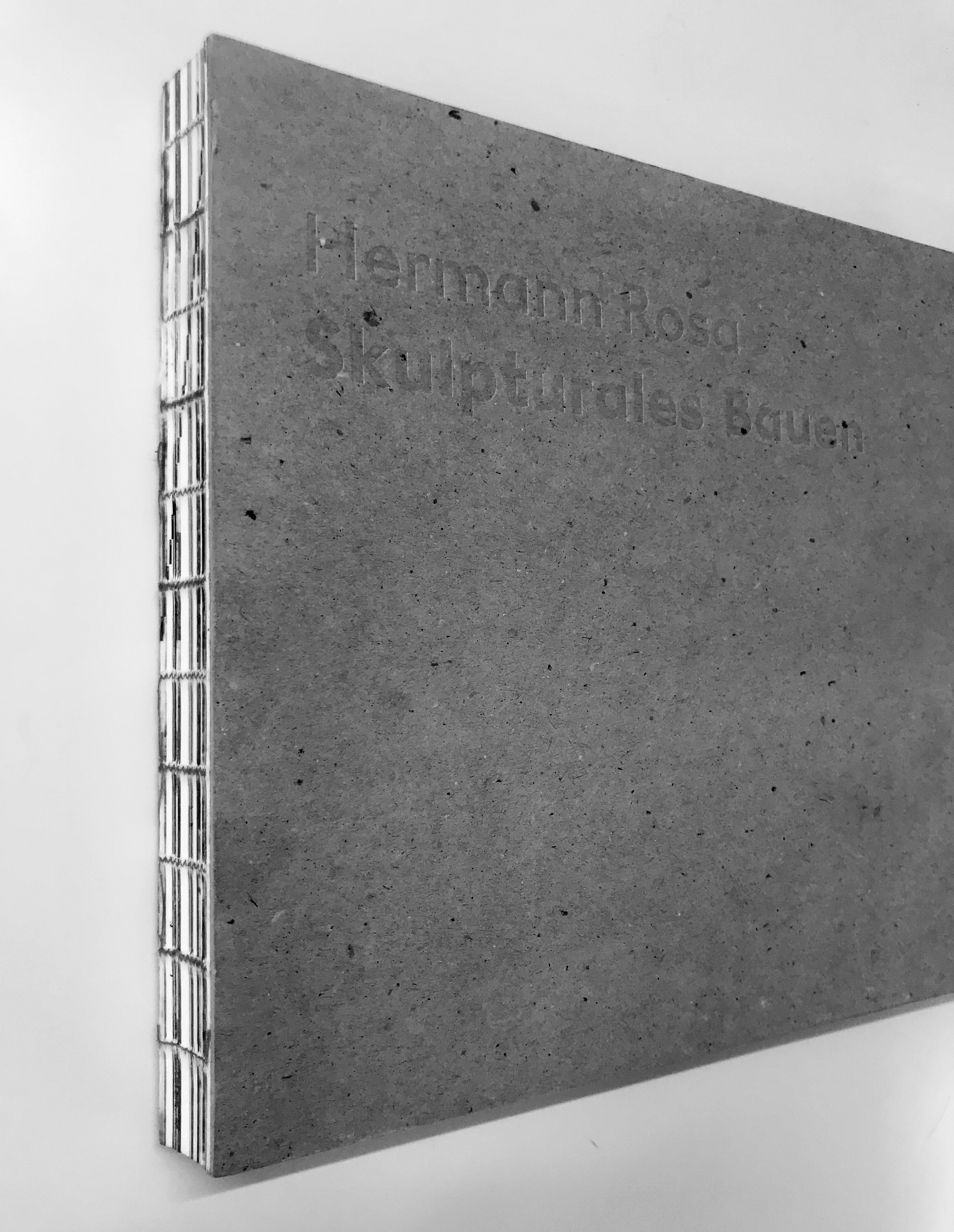
Publikation: Skulpturales Bauen

- 1954–1959: Atelierhaus I, München-Freimann (verändert)
- 1954–1959: Atelierhaus II, München-Freimann (verändert)
- 1960–1968: Atelier Rosa, München-Schwabing
- 1963–1966: Umbau Wohnung, München Beethovenstraße 3